# BBC Four
Би-Би-Си фор (енгл. BBC Four) британски је телевизијски канал којим управља Британска радио-телевизија (Би-Би-Си) и доступан је гледаоцима дигиталне телевизија преко Фривју сервиса, IPTV-а, сателита и кабловске мреже.
Би-Би-Си Four је почео са емитовањем 2. марта 2002, и емитовао је програм који се приказивао од 19.00 до 4.00. Канал емитује „широку разноликост програма, укључујући драму, документарце, музику, међународни филм, оригиналне програме, комедију и тренутна дешавања”. Због своје лиценце, у обавези је да емитује најмање 100 сати уметничких и музичких програма, 110 сати нових информативних програма и да премијерно прикаже 20 међународних филмова сваке године.

## Историја
Би-Би-Си Four почео је да се приказује 2. марта 2002 у 19.00 , након што је одложен од првобитно планираног приказивања 2001. Канал је заменио Би-Би-Си ноулеџ, образовни и културни канал на којем су урађене многе промене за време приказивања; у свом коначном формату имао је програм документарних филмова и уметничког програма, суштински, био је тест новог програма Би-Би-Си Four. Би-Би-Си Four би заменио овај канал, и довео га у исти ред са добро познатим Би-Би-Си  и  каналима у исто време. Планирање за нови канал, заједно са новим каналом Би-Би-Си Three, било је у току од октобра 2000; ипак, новоформирана влада одложила је одобрење за нове Би-Би-Сијеве дигиталне планове. Планови Би-Би-Си Four били су одобрени раније, и као резултат почео је са приказивањем пре Би-Би-Си три.
Би-Би-Си Four се разликовао од старијег Би-Би-Си ноулеџа: канал би био још више промовисан са више нових и оригиналних програма и канал се не би емитовао 24 сата дневно. То је било због чињенице да Фривјуова дигитална платформа, Би-Би-Си Four се емитовао у статистички мултиплексном стриму у Мултиплексу Б који дели време са Си-Бибијес каналом (који се емитује од 6.00 до 19.00). Као резултат, Би-Би-Си Four се емитовао од 19.00 до око 4.00 сваке ноћи, уз промовисање Си-Бибијеса пре почетка програма тог канала.
12. маја 2011, Би-Би-Си Four је додат на водич Скај „И-Пи-Џи” у Ирској као канал 230.